# 飞行奶油电影的司法诉讼
《飞行奶油》是马来西亚电影人制造的一部本土独立电影，影片在2021年4月起通过社交媒体分享放映，并参与了在印尼举办的印尼日惹亚洲电影节（JAFF）和亚齐电影节（AFF）。然而，随着在2023年透过在线视频平台公开放映后，本片及相关制作人在马来西亚面临司法诉讼。

## 最初案件发起和举报调查
曾经担任政府官员和律师的马来作家扎比迪·莫哈末（Zabidi Mohamed）自2023年1月影片播放后，通过Facebook多次发文批评电影及制作团队亵渎和侮辱伊斯兰教。导演兼编剧凯里安华（Mohd Khairi Anwar Jailani）和制作人郑廷辉于3月3日委托Daim & Gamany Advocates & Solicitors律师事务所向扎比迪·莫哈末发出索赔通知，要求前者删除所有与电影团队相关的诽谤言论和公开道歉。次日，扎比迪·莫哈末誓言将在法庭上捍卫伊斯兰教，并邀请任何愿意帮助他维护伊斯兰教纯洁性的律师协助。之后，他在接受了导演要求所有人在发表任何评论之前观看完整个影片后得出了结论，认为影片表现出公然背教的企图，并补充说他还得到许多协会和组织的支持，他们都反对电影中的故事情节。

## 电影内容的诉讼
从2023年3月起，马来西亚皇家警察接到30宗针对《飞行奶油》电影的举报。警方根据《刑事法典》第298A条文（挑起宗教间敌意）、第505（b）条文（导致公众恐惧或恐慌）以及《1998年通讯与多媒体法令》第233条文（不当使用网络设备或网络服务）展开调查。

### 反应
2023年3月8日，作为针对警方以宗教挑衅的指控对电影制作团队进行调查的回应，由42个非政府组织和艺术家组成的维权团体联署，呼吁政府停止围绕这部电影的政治迫害。它们在一份联合声明中表示，政府针对电影制作人的回应将对马来西亚电影和创意产业产生寒蝉效应，用于调查此事的法律给人的印象是电影制片人故意煽动该国的不和谐。声明亦强调，某些个人和团体认为具有冒犯性的创作内容必须以独立、专业和透明的方式处理，以保护艺术家和弱势未成年人的创作自由，并认为长期解决方案不在于加强审查制度、采取惩罚措施，也不在于允许宗教顾问决定什么是可接受的或不可接受的创作内容。该声明也对警方对电影制作者受到人身威胁方面采取消极态度表示不满，批评政府的不作为发出了错误的信息，即如果有人感到被冒犯，暴力威胁是可以接受的。3月22日，作为针对电影相关人士受到了死亡威胁和财产破坏，由74个非政府组织和知名人士组成的团体签署联合声明，敦促相关当局结束针对演员、电影制作人的骚扰和恐吓，同时必须确保所有参与这部电影的人的安全。
2024年1月16日，凯里安华对政府因伤害宗教感情而对电影制片人采取的刑事行动表示不满，指出这将是马来西亚第一次有电影制片人因一部电影而在法庭上受到刑事指控。他表示，「如果这是让讲故事的人噤声的一种方式，我感到很失望，我担心这会让更多讲故事的人因为害怕被起诉而停止讲述他们的故事」。

### 案件审讯

#### 2024年
1月17日，导演兼制片人凯里安华和陈明庆在两个不同的地方法院被发出捡控通知书，他们在刑事法典第298条文（蓄意透过言语伤害他人宗教情感）下被提控，面临最高1年的监禁处罚，两名制片人对该指控表示不认罪。在诉讼程序中，检控官Nor Azizah Aling一度要求2名被告提供10,000令吉的保释金，并指这是为了确保被告出庭的条件，并要求对2人下达禁言令。他指出在案件处理前，2人就此案发表了评论，还申请让2人到最近的警察局报到，并向法庭上交护照。在听取控方意见后，辩护律师苏仁德兰（N. Surendran）n反对检控官提议的保释金对于最高1年刑罚的金额过高，他指出当事人凯里安华和陈明庆配合调查且无意潜逃，而2人每月的收入不到3,000令吉，要求将每人的保释金降低至1,000令吉。苏仁德兰也反对禁言令，他指出检控方没有向法庭提供任何依据表明诉讼程序受到公众评论的干扰，并表示「在法庭程序刚开始就立即要求禁言令将开创一个危险的先例」。在控辩双方提交意见后，法庭对凯里安华和陈明庆分别以6000令吉与6500令吉保释候审，并且对他们下达禁言令。2人还得每月向警察局报到一次，直到案件结案。
1月24日，上诉法院驳回凯里安华和陈明庆的申请，并在控状中指两人曾在去年2月在公共场所发表伤害他人宗教敏感性的言论，决定维持禁言令，但搁置每月需向加影警察总部报告一次的命令。1月29日，高等法院批准《飞行奶油》出版商同天提出的复核申请，同时撤销地方法院对制片人陈明庆的禁言令。高等法院法官莫哈末贾米尔胡辛（Mohd Jamil Hussin）对作出的裁决表示，检方未能证明审判程序的公正性存在重大且真实的风险，也没有存在任何可能出现的威胁，因此地方法院颁布的禁止令是不合理的，因此搁置对制片人陈明庆的禁言令。
4月19日，上诉法院3司一致驳回针对导演凯里安华禁言令上诉许可的申请，仍被禁止发表任何与他面临的刑事指控相关的声明。上诉庭领导法官阿末再迪·依布拉欣（Ahmad Zaidi Ibrahim）对裁判决定指出，上诉人凯里安华未能证明地方法官和高等法院法官在施加禁言令时错误地行使了自由裁量权，因此针对凯里安华的禁言令仍然有效。
5月10日，凯里安华和陈明庆向高等法院提出上诉申请，要求审核刑事法典第298条文是否违反了《联邦宪法》第10条文（保护言论和表达自由）。辩方认为，刑事法典第298条文是一项不合时宜法律，其措辞过于宽泛和模糊性容易被滥用，也剥夺被告获得公平审判的权利。控方指责辩方试图拖延案件，并辩称该法律无需移交至高庭审理，而条文有效性是毋庸置疑的。6月14日，吉隆坡推事庭批准辩方将刑事法典第298条文是否违宪问题带到高等法庭进行司法审核。
11月26日，在吉隆坡高等法院举行的诉讼中，辩护律师苏仁德兰要求法庭撤销对其当事人的指控，并指出刑事法典第298条文与联邦宪法争生冲突，如果独立前的条文与联邦宪法存有矛盾，法院必须强制使用基于修正案的法律。总检察署副检察官阿都玛立阿约布（Abdul Malik Ayob）提出反对意见，指出虽然刑事法典第298条文是独立前的法律，但并不意味着该条文无效，认为该条文是现行法律。吉隆坡高等法院法官慕尼安迪（K Muniandy）在听取双方的辩解论点后，择定于2025年2月6日对此案作出裁决。

## 放映禁令的诉讼
2023年8月21日，内政部长赛夫丁纳苏迪安援引2002年《电检法令》第26条赋予内长的权力，正式将独立电影《飞行奶油》列为禁片。內政部在9月1日在宪报上颁布的命令条件，包括禁止展览、展示、发行、拥有、流通或出售附表中的电影，禁令也涵盖电影宣传品。
禁令生效的同日，电影制片人兼导演向高等法院提交申请，要求撤销内政部所颁布的禁令。导演凯里安华和制片人陈明庆声称，这项禁令是“不合理的”，因为它违反了联邦宪法规定的言论自由。他们也表示，他们的收入因禁令而受到影响，因为这部电影无法在国内任何地方放映或发行，决定寻求法院命令撤销禁令，并宣布《电检法令》违宪。案件在同年12月1日由自由律師團（LFL）向高等法院提交司法复核，并于8日获得安排受理。2024年1月31日，高等法院批准电影制作人的申请，以挑战政府将《飞行奶油》列为禁片的决定。控方律师扎伊德·马利克（Zaid Malek）指出，辩方所提出的「內政部颁布的禁令是不受司法审查」的理由是无效的，在特殊情况下，可以在法庭上对该禁令提出质疑。
2024年8月2日，内政部长赛夫丁纳苏丁回应要求解除禁令的答辩书上，坚称这部电影提倡宗教多元和自由主义，或将令穆斯林怀疑他们自己的宗教信仰，通过灌输「可按自身意愿自由改教」的思想，鼓励穆斯林叛教。他表示为研究而观看了电影后，认为主角艾莎和她的父母都是穆斯林，但他们并不遵守伊斯兰信仰，而且做出了违反伊斯兰法律的事情。他称电影威胁公共秩序，指出全马穆斯林社群共向警方举报了30起反对这部电影的事件，他们认为电影违背了穆斯林的信条和生活方式，侮辱了伊斯兰教和触动了穆斯林敏感度。赛夫丁也捍卫内政部将其列为禁片之举，还表示马来西亚皇家警察特别部门、马来西亚伊斯兰发展部（Jakim）和联邦直辖区宗教司办公室也做出了类似的评估。导演凯里安华在反对答辩书中否认宣扬叛教的指控，表示电影中的角色在故事结束时仍然是穆斯林。他也驳斥电影造成影响公共秩序的说法，指电影从2021年11月起已在印尼电影节受到媒体广泛报导，而联邦直辖区宗教司办公室的全面评估也承认该电影在提高公众认识方面做出了很好的努力。凯里安华否认这部电影是一场宣教活动，也否认基督教对穆斯林宗教信仰的影响。
2025年1月6日，吉隆坡高等法院驳回电影《飞行奶油》的导演和制片人针对禁止放映和宣传该电影而提交的司法复核申请，起诉方亦随即宣布，将对高等法院的裁决提出上诉。起诉方律师苏仁德兰（N. Surendran）对高等法院的裁决指出，这起案件涉及电影行业，对电影制作人和艺术家都具有深远影响，并质疑联邦政府是否可以因少数人不满电影向警方投报，就通过禁止像电影这样的创意作品，侵犯联邦宪法第10条文赋予的言论自由。苏仁德兰也指出，高等法院并未说明驳回申请的理由，总检察署要求1万令吉的堂费，但最终未获批准。
2025年3月5日，高等法院驳回导演凯里安华和制片人陈明庆申请将蓄意伤害他人宗教情感的法律与宪法的言论自由的问题进行司法审核。法官慕尼安迪（K Muniandy）裁定，有关《刑事法典》第298条文的伤害他人宗教感情的法律有效且符合宪法，它对于维护包括人口、种族和宗教等內部安全和敏感性至关重要，并根据《联邦宪法》第162条文仍然有效，案件发回吉隆坡地方法院审理。起诉方律师苏仁德兰在庭审结束后接受记者采访时表示，他将就判决向上诉法院提起上诉。

## 更广泛的反应
在电影制作者首次被法庭提控后，9个致力捍卫见解和言论自由的人权组织联署，呼吁团结政府无条件撤销对电影创作者的刑事指控，并敦促停止使用宗教法律中的其他模糊条款来限制言论自由。文告表示，自2023年以来，电影制片人遭遇了来自国家、非国家行为者和社交媒体上的人们的威胁，而当局不但没有保护电影制片人的安全和权利，反而用法律惩罚他们。文告指出，《刑事法典》第298A条文（挑起宗教间敌意）是任意且容易被滥用，而这些条文的执行对少数群体、政治异见人士、无神论者、喜剧演员、艺术家、宗教学者和其他表达意见的人产生了不成比例的负面影响。该条文不恰当地赋予政府当局决定宗教话语参数的权力，这让持有不受欢迎观点的少数群体和个人往往成为不成比例的目标。亵渎条款的执行非常成问题，它通过限制言论、思想和宗教自由权来促进社会不容忍和偏见。文告也指出，尽管马来西亚不是《公民权利和政治权利国际公约》（ICCPR）的缔约国，但对于当中的人权条文有义务遵守，而刑事法典第298条文（蓄意透过言语伤害他人宗教情感）的亵渎条款显然不符合国际人权法。
自由电影网络（Free Film Network）撰文批评，将一部虚构电影，尤其是一部受到悲伤的生活经历启发的电影制片人定为犯罪，是过度且不相称的。文告指出，沒证据表明电影受到公众持续强烈抗议，但政府頒布禁令的反应强调了电影影响人们的作用，营造成电影和电影制片人似乎是唯一因对社会价值观产生负面影响而受到惩罚和定罪的人。该组织指出，也有观众表示他们在看完电影后更好地理解和欣赏其他信仰，并且能够与主角的经历产生共鸣，但当局没有考虑到电影中的积极经历。该指控还给电影制片人带来了不公平的责任和负担，损害了当地电影业。表明电影制作人在马来西亚是不受保护，电影制作实际上是一个危险的职业，这将产生连锁反应，吓跑该行业的投资者。最后，该组织呼吁政府立即无条件撤销对电影制作人的指控，并敦促团结政府废除并修改相关法令中将宪法的言论自由权定为犯罪的条款。声明也指出，若马来西亚真的要成为「昌明大馬」愿景中想象的文明和包容的社会，就需要更多的故事，而不是更多的审查制度。
电影导演巴德鲁·希沙姆·伊斯梅尔 (Badrul Hisham Ismail) 发表声明指出，针对凯里安华和陈明庆提出的指控开创了一个危险的先例，该法律指控不仅扼杀了创造性表达，还威胁到自由的本质，也违背创作和艺术自由的基本原则。巴德鲁表示，艺术一直是探索和理解社会各个方面（包括宗教信仰）的有力媒介，让这些作品有能力激发思考、挑战规范并鼓励对话。他指出，个人思想和表达是民主社会的基石，这赋予个人表达自己的想法、信仰和观点的权利，而艺术创作在促进思想多样性和促进不同社区之间的理解方面发挥着至关重要的作用。而正是通过探索不同的主题，甚至是涉及宗教等敏感话题的主题，社会才能成长和发展。巴德鲁强调，不应该对艺术表达施加限制，而是应该鼓励开放和建设性的对话，让个人能够从不同的角度参与进来，并对他们所消费的媒体做出明智的选择。最后，他敦促当局重新考虑这些指控，并认识到营造一个培育艺术自由的环境的重要性。该声明还得到了250多名艺术家的支持。
由217名电影业专业人士和倡导者签署的联合声明，敦促政府重新考虑对《飞行奶油》的制片人和导演所提出的指控。声明表示，电影制片人和所有艺术家一样，不应承担确保其作品不会冒犯或挑战观众情感的唯一责任，而观看电影是一种自愿行为，观众在选择观看内容时也应自行斟酌，就像文学、视觉艺术和音乐在历史上，电影有能力唤起一系列的情感和观点，观众有责任以文明且在界限内的方式解释和回应道德和正义问题。
独立新闻中心 (CIJ) 敦促安华政府停止审查和对电影制片人和导演的指控。该组织执行董事Wathshlah G. Naidu在一份声明中表示，根据刑事法典第298A条文，对凯里安华和陈明庆采取的法律行动引发了人们对马来西亚艺术自由和言论自由的质疑，而对创意人士施加法律制裁不仅会扼杀他们的声音，还会抑制一个国家的民主精神，因为这会阻碍他们谈论社会问题和个人生活经历的能力。她引用基本人权原则的声明表示，联合国人权委员会在关于《公民权利和政治权利国际公约》第19条的第34号一般性意见中明确指出，除非在特定情况下，否则亵渎法与言论自由权不相容，并对政府不尊重世界公认的法律门槛以及使用明显过时的法律感到不安。Wathshlah也表示，政府不应该强迫马来西亚的艺术家生活在恐惧的文化中，而应该考虑解除对该电影的禁令，为未来维护艺术自由树立积极的先例。她鼓励政府与文化利益相关者和社区之间进行透明、包容和批判性的对话，以寻找尊重创作自由和宗教价值观的共同点，而不是靠压制或取消艺术自由来滋生恐惧文化。